# Hodonín
Hodonín (ˈɦodoɲiːn, tyska: Göding) är en stad vid Moravafloden i sydöstra Mähren. Den ligger i Södra Mähren. Befolkningen uppgick 2016 till 24 796 invånare. Hodonín nämndes första gången år 1046. År 1228 blev platsen stad. 1850 föddes Tomáš Garrigue Masaryk, som senare blev Tjeckoslovakiens första president, här.
I området finns oljefält och här produceras brunkol, som tidigare transporterades till staden Otrokovice, några få kilometer från staden Zlín, genom Baťůvkanalen. Den byggdes av den tjeckiske entreprenören Tomáš Baťa och används nu som turistattraktion.

## Vänort
Hodonín är vänort med Jasło i Polen (sedan maj 2006)